# Тимченко, Владимир Павлович
Владимир Павлович Тимченко (род. 17 февраля 1942, Новосибирск) — советский военачальник, военный летчик, генерал-лейтенант авиации. Заслуженный военный лётчик СССР.

## Биография
Владимир Павлович Тимченко родился 17 февраля 1942 года в Новосибирске. В 1959 году окончил 10 классов средней школы. В армии с 1959 г. В 1960 году окончил 24-ю военную авиационную школу первоначального обучения летчиков, а в 1964 году — Ейское высшее военное авиационное училище летчиков. До 1968 г. служил в строевых частях ВВС в Ленинградском военном округе. 
В 1968 году поступил, а в 1971 году окончил Военно-воздушную академию имени Ю. А. Гагарина. По окончании академии продолжал службу на лётных командных должностях. В 1983 году окончил Военную академию Генерального штаба. По окончании академии командовал 36-й авиационной дивизией истребителей-бомбардировщиков в Закавказсом военном округе. 
С 1985 по 1988 годы — заместитель и 1-й заместитель командующего ВВС Среднеазиатского военного округа. С 1988 года — командующий ВВС Прибалтийским военным округом, с мая 1988 года переименован в 15-ю воздушную армию. С 1991 по 1993 годы — командующий 73-й воздушной армией. 
Награждён орденами «За службу Родине в Вооруженных Силах СССР» 2-й и 3-й степеней, медалями. Военный лётчик 1-го класса. Заслуженный военный лётчик СССР.